# Amazon Lex
Amazon Lex és un servei per construir interfícies de conversa en qualsevol aplicació que utilitzi veu i text, i que forma el nucli principal de l'assistent virtual "Amazon Alexa". L'abril de 2017, es va ver el llançament públic de la plataforma per a la comunitat de desenvolupadors i suggerint que es podia utilitzar per a interfícies de conversa (chatbots o no) incloent aplicacions Web, aplicacions per a mòbils, robots, joguines, avions del tipus drone i altres. Amazon ja havia llançat els serveis de veu d'Alexa, que els desenvolupadors podien utilitzar per integrar Alexa en els seus propis dispositius, com ara altaveus intel·ligents, rellotges despertador, etc. De fet, Lex no exigirà que els usuaris finals interactuïn amb l'assistent d'Alexa mateix, sinó que qualsevol tipus d'assistent o interfície. Des de febrer de 2018, els usuaris van poder definir les seves respostes als bots de xat d'Amazon Lex, directament des de la consola de gestió AWS.